# زمین‌سنجان
زمین‌سنجان (نام علمی: Geometridae) نام یک تیره از بالاخانواده زمین‌سنج‌واران است.زمین‌سنجان خانواده بزرگی از پروانه های لپیدوپترا هستند. بیش از 23000 گونه توصیف شده است. اکثر آنها شبانه هستند، فقط تعداد کمی در طول روز فعال هستند.